# ハムスターボール

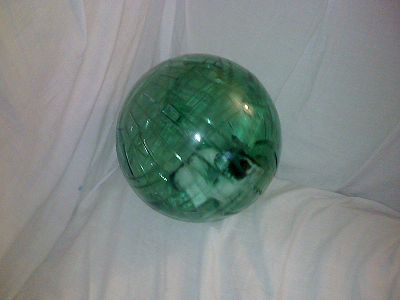
緑色のハムスターボールに入ったネズミ

ハムスターボール (英: hamster ball) は、内部にハムスター、アレチネズミ、デグーやその他の小型のネズミ目のペットを入れて、逃げ出したり家具や壁の下に隠れさせることなく檻の外を走り回らせるための透明なプラスチックの中空の球である。動くとガラガラと音がなり、ハムスターを容易に見つけることができる。
現在では、安全上の観点から使用は非推奨とされている。
ハムスターボールが販売されるようになったのは1970年代の事とされる。多くのハムスターボールは、空気穴とハムスターの出入りできる扉の付いた耐久性のある透明なプラスチックでできている。ハムスターの運動のために用いられてきたが、ハムスターボールが壁にぶつかってハムスターが死亡したり負傷したりする事故が多く、また、ハムスター自身も閉じ込められた恐怖で走り回るとされており、遊具としては不適切である。現在は、飼育書などでも使用を勧めていない。。
ハムスターボールはハムスターを守るように設計されているが、階段等の高い場所から落ちる危険もある。そのため、ハムスターを保護するために、階段から遠い、落ちるような箇所がないところに置く必要がある。または、階段の近くに簡易的な壁を作る等の対策が必要である。
ハムスターボールには空気穴が空いているが、熱射病や疲労を防ぐために定期的にボールから出して休憩させる必要もある。ペットを中に入れている間は、常に目を離さないことが重要である。
上記のように、様々な危険が伴うことから、ハムスターボールの使用は推奨されない。